# Franz Lawaczeck
Franz Ernst Lawaczeck (* 3. Juli 1880 in Bad Camberg; † 20. Januar 1969 in Pöcking, Starnberger See) war ein deutscher Ingenieur, Professor für Hydraulik, Erfinder und früher Wirtschaftsideologe der NSDAP und des NS-Regimes.

## Herkunft, Ausbildung und Beruf
Franz Lawaczeck wurde am 3. Juli 1880 in eine gut situierte Camberger Familie geboren. Er besuchte die dortige Volksschule. Am Humanistischen Gymnasium in Wiesbaden legte er an Ostern 1898 die Abiturprüfung ab und machte anschließend eine praktische Ausbildung in der Limburger Eisenbahnwerkstatt am Bahnhof Limburg (Lahn). Anschließend studierte er an der Technischen Hochschulen Braunschweig und Berlin-Charlottenburg, die er im Jahr 1902 mit einem Abschluss als Diplom-Ingenieur verließ. Mit der Arbeit „Eine kleine Dampfmaschine zum Antrieb einer Ankerwinde“ wurde er im Jahr 1906 zum Dr.-Ing. promoviert. Im Jahr 1907 war er Gastkonstrukteur bei General Electric in Schenectady, USA. Nach seiner Rückkehr betrieb er das in München ansässige Ingenieurbüro für Turbinen-, Pumpen- und Brunnenbau Lawaczeck-Riepel, in dem Otto Kirschmer zeitweise beschäftigt war. Während des Ersten Weltkrieges entwickelte Lawaczeck sowohl Pumpsysteme für die Entwässerung von Schützengräben als auch welche für die Kaiserliche Marine, die auf Unterseebooten und Torpedobooten Einsatz fanden. Nach der Machtübergabe wurde Lawaczeck im Jahr 1934 eine Professur für Hydraulik an der Technischen Hochschule Danzig übertragen.

## Technische Erfindungen und Konzepte

### Balanziermaschine
Im Jahr 1907 entwickelte Lawaczeck eine neuartige „Balanciermaschine“ zum Auswuchten von rotierenden Maschinen. Im Jahr 1908 erhielt er ein Patent auf seine „Vorrichtung zum Ausbalancieren umlaufender Massen“. Die Erfindung wurde noch im selben Jahr vom Darmstädter Unternehmer Carl Schenck lizenziert, und bis in die 1940er Jahre war das „System Lawaczeck-Heymann“ eine der Standardbauweise für Auswuchtmaschinen.

### Wasserturbine
Anfang der 1920er Jahre entwickelte Lawaczeck eine neuartige Bauform der Wasserturbine. Nach anfänglichen Erfolgen wurde die Lawaczeck-Turbine aber bald von der technisch überlegenen Kaplan-Turbine verdrängt. Lawaczeck überzog Viktor Kaplan, den Erfinder der Kaplan-Turbine, jahrelang mit Nichtigkeitsklagen, um das von Kaplan angemeldete Patent zu torpedieren. Mit den juristischen Interventionen obsiegte Lawaczeck nicht, zuletzt scheiterte er vor dem Reichsgericht in Leipzig im Jahr 1925, wo das Verfahren wiederum abgewiesen wurde.

### Saugheber / Umformer
Anfang der 1920er Jahre schlug Lawaczeck eine Kombination aus Pumpen und Turbinen vor, die er als „Saugheber“ oder als „Umformer“ bezeichnete. Hierbei trieben kleine Niederdruckturbinen, für die eine kleine Staustufe ausreichte oder die sogar direkt im Laufwasser angeordnet sein konnten, eine oder mehrere Pumpen an, die den Druck erhöhte und das Wasser einer Hochdruckturbine zuführten, die außerhalb des Flusses stehen konnte. Durch die Umformung von Niederdruck- in Hochdruckwasser sollten große und teure Stauwehranlagen vermieden werden und es sollte auch das Laufwasser von Flüssen mit geringem Gefälle nutzbar gemacht werden.
Eine in den 1920er Jahren von Lawaczeck am Muffatwehr in München errichtete Versuchsanlage stellte sich als ineffizient heraus. Der Wirkungsgrad lag bei lediglich 70 Prozent. Auch wurden infolge der nicht ausgereiften Technik Unzulänglichkeiten bei Betriebssicherheit und Bedienung festgestellt.

## Als Nationalsozialist
Franz Lawaczeck war ein Anhänger und Verfechter des Nationalsozialismus, ebenso seine Brüder Ernst, später Camberger NS-Bürgermeister und Paul, Apotheker in Camberg. Im Sommer 1931 gründete er mit Gottfried Feder und Schultze-Naumburg  den Kampfbund Deutscher Architekten und Ingenieure, KDAI. Auf Wunsch von Konstantin Hierl, dem späteren Reichsarbeitsdienstleiter, widmete sich Franz Lawaczeck dem Aufbau der Ingenieur-Technischen Abteilung (I.T.A.) im November des Jahres, welche durch die Münchner Reichsleitung der NSDAP eingerichtet worden war. Er trat zum 1. Januar 1931 der NSDAP bei (Mitgliedsnummer 550.073). Lawaczeck gehörte zu einer Gruppe von Technikern und Wirtschaftswissenschaftlern um Gottfried Feder, die dem linken Flügel der NSDAP zugerechnet wird., er wünschte einen aus der Scholle geborenen Ständestaat.
Neben Veröffentlichungen über Pumpen und Turbinen verfasste Franz Lawaczeck bereits Anfang der 1930er Jahre Schriften, in denen er für die Errichtung eines nationalsozialistischen Ständestaates warb. Im Mittelpunkt seiner auf eine Neuordnung der Wirtschaft aufgebauten Gesellschaftsideologie stand das Konzept der Verlagerung der Energiewirtschaft in die Region und deren Entkopplung von Großerzeugern. Ein im Verlag von Gottfried Feder im Jahr 1932 herausgegebene Publikation befasst sich explizit mit der im NS-Staat zu errichtenden neuen Wirtschaftsordnung unter besonderer Berücksichtigung der Stromwirtschaft. Auch schrieb Franz Lawaczeck in der SS-Zeitschrift Das Schwarze Korps, wo er im Jahr 1937 seine Position zur zukünftigen Bedeutung der Wasserstoffwirtschaft darlegte.

### Das Camberger Stufenkraftwerk
Franz Lawaczeck plante mit dem Stufenkraftwerk Camberg ein gemäß NS-Ideologie konzipiertes Wasserkraftwerk, das die Landbevölkerung mit günstigem Strom versorgen sollte. Das Stufenkraftwerk ist der Kategorie Kleinwasserkraftwerk zuzuordnen, die auch heute noch in Entwicklungsländern und fernab der allgemeinen Stromversorgung liegender Regionen Anwendung finden. Das nahtlos in die NS-Wirtschaftsideologie eingepasste Vorhaben hatte Franz Lawaczeck bereits 1932, also vor der Machtergreifung der Nationalsozialisten in der parteieigenen, unter der Leitung von Gottfried Feder stehenden NS-Schriftenreihe Nationalsozialistische Bibliothek beschrieben. Zielrichtung des Projekts, das als Prototyp für die Stromerzeugung im NS-Staat gedacht war, sollte die systematische Ausschaltung des als „jüdisch“ definierten Großkapitals aus der Energiewirtschaft sein. Mittels der kommunalen Energiewirtschaft wurde Front gegen das konstruierte Stereotyp der Betreiber des „Geld- und Warenwuchers“, der „Wegelagerer“ und „Spekulanten … zumeist Juden“ gemacht. Den „Fremden, die nicht säeten“ setzt Lawaczeck die völkische Doktrin des Primats von „Gemeinnutz vor Eigennutz“ entgegen, mittels derer die systematische Ausplünderung der Juden ideologisch vorbereitet wurde. Die Tatsache, dass Anhänger des NS über „fruchtbare Ideen“ (wie das Stufenkraftwerk) verfügten sei „rassisch bedingt“. Die im Kern antiliberalistische, partiell sozialistisch anmutende Ausrichtung der von Franz Lawaczeck im Konzept des Stufenkraftwerks vertretene Wirtschaftsauffassung geht von einer primär „jüdisch“ definierten, kapitalistischen Privatwirtschaft aus, die den Strommarkt zuungunsten „deutschblütiger“ Handwerker und Bauern für eigenes Profitstreben nutzt. In Stürmer-Rhetorik wird so das Bild des den „deutschen Volkskörper“ als „Parasit“ schädigenden Juden evoziert. Mit dem Wirtschaftsmodell des Stufenkraftwerks wirbt der NS-Ideologe Lawaczeck für eine Volkswirtschaft, die dem „rassenmäßig bedingten Wunschbild“ gemäß der Vorstellung Gottfried Feders entspricht und den „germanischen Völkern“ die wirtschaftliche Befähigung verleihen sollte „durch ihren Zusammenschluss endlich den dauernden Wall gegen Niederrassentum aufzurichten und diesen Wall dauernd geschlossen gegen Osten vorzuschieben.“
Um das Camberger Vorhaben gegenüber anderen kommunalen Modellen der Stromerzeugung zu profilieren, unterstellte Lawaczeck bei der am 15. Januar 1926 erfolgten Gründung der nur unweit von Camberg errichteten Bauten der Limburger Lahnkraftwerke AG systematische Korruption und Vorteilsnahme. Die dabei beteiligten Wissenschaftler, Politiker und Behörden denunzierte er als „Herren“, die aus den „schwarz-roten Parteien rekrutiert(en)“ worden seien und die an dem Projekt zum Teil "mehrfach" verdient hätten, was höhere Strompreise nach sich gezogen habe. Trotz vielfacher politischer Protektion, u. a. durch den Gauleiter von Hessen-Nassau, Jakob Sprenger verblieb das Camberger Stufenkraftwerk in der Erprobungsphase, obwohl 1938 die Zusage für einen Investitionszuschuss in Höhe von RM 91.000 erfolgte. Die Unwirtschaftlichkeit des Projekts an sich, technische Unzulänglichkeiten sowie der von den Nationalsozialisten selbst vollzogene Paradigmenwechsel in der (Energie-)Wirtschaft sind als Gründe für das Scheitern dokumentiert.
Die Ruine der Pilotanlage des Camberger Stufenkraftwerks befindet sich noch vor Ort, am Emsbach, etwa auf halber Strecke zwischen Würges und der Kernstadt von Bad Camberg.
In der regionalen Geschichtsschreibung findet Franz Lawaczeck bis in die Gegenwart als „Erfinder-Ingenieur“ Erwähnung. In der Berichterstattung (2013) der Regionalpresse über eine Vortragsveranstaltung zum Camberger Stufenkraftwerk wird das Stufenkraftwerk als „revolutionäre Idee der Stromerzeugung“ dargestellt, der aufgrund von „Finanzierungsproblemen und Materialmangel“ kein Erfolg beschieden gewesen sei.

## Schriften (Auswahl)
- Technik und Wirtschaft im Dritten Reich. Ein Arbeitsbeschaffungsprogramm. (= Nationalsozialistische Bibliothek 38). Franz-Eher-Verlag, München 1932.